# فرودگاه سورمرسک-۳
فرودگاه سورمرسک-۳ (به انگلیسی: Severomorsk-3) یک فرودگاه نظامی است که یک باند فرود بتن دارد و طول باند آن ۲۵۰۰ متر است. این فرودگاه در شهر مورمانسک کشور روسیه قرار دارد و در ارتفاع ۱۷۲ متری از سطح دریا واقع شده است.